# Ealdgyth Svannesha
Ealdgyth Swannesha (Oudengels: Ealdgȳð Swann hnesce) ook "Ealdgyth [de] lieflijke zwaan" (ook bekend als Edith Zwanehals of Edith de Schone) (ca. 1030 - ca. 1086) was de gemalin van koning Harold II van Engeland volgens de "More Danico" vanaf ongeveer 1045. 
Een huwelijk "more Danico" (letterlijk "volgens Deens gebruik") was de middeleeuwse term voor het volksgebruik dat wijdverbreid was in Noord-Europa. Een huwelijk More Danico was geen kerkelijk huwelijk maar had wel een wettig karakter. Een (rijke en machtige) man kon enkele van deze huwelijken tegelijk sluiten of daarnaast ook een kerkelijk huwelijk sluiten, indien de geestelijkheid daar geen bezwaar tegen maakte. Kinderen uit het huwelijk hadden vol erfrecht maar werden door de kerk als bastaarden beschouwd, wat later voor politieke problemen kon zorgen. 
Ealdgyth was een dochter uit de lokale adel en Harold probeerde door hun relatie snel lokale steun te krijgen na zijn benoeming tot earl van East Anglia. Zij wordt genoemd in het testament (ca. 1050) van haar moeder Wulfgyth, die haar goederen verdeelde onder haar kinderen en ook land naliet aan Harold en aan zijn vader Godwin van Wessex. Daaruit blijkt dat de familie vooral bezit had in Norfolk (graafschap), Suffolk en Essex (graafschap). In 1046 (vermoedelijk ter gelegenheid van de geboorte van haar eerste kind) schonk Ealdgyth het dorp Thurgarton aan de abdij van Holme (Cambridgeshire). Volgens een twaalfde-eeuwse kroniek van Waltham Abbey was het Ealdgyth die na de slag bij Hastings het onherkenbare verminkte lichaam van Harold identificeerde aan de hand van kenmerken van zijn lichaam die alleen zij kende.
Algemeen wordt aangenomen dat alle kinderen die buiten het kerkelijk huwelijk van Harold met Edith van Mercia werden geboren, kinderen zijn van Harold en Ealdgyth. Dat zijn de volgende kinderen:
- Godwin. Godwin, Edmund en Magnus vluchtten in 1066 naar Ierland. In 1068 deden ze een inval in Devon en Somerset (graafschap) maar werden door lokale Normandische troepen verslagen. Daarna vluchtten ze naar het hof van hun achterneef Sven II van Denemarken;
- Edmund;
- Magnus;
- Eadgyth (ca. 1055 - 10 maart 1098/1099), vluchtte naar Sven II van Denemarken en werd door hem uitgehuwelijkt aan Vladimir Monomach, grootvorst van Kiev. Overleed als non in het Heilige Land;
- doodgeboren of jong overleden kind, begraven in de kathedraal van Canterbury bij de tombe van St-Dunstan, waar een aantal geestelijken aanstoot aan nam;
- Gunhild (ca. 1060 - na 1093), non in de abdij van Wilton (Wiltshire). Zij werd daaruit ontvoerd door Alan Rufus (c. 1040 – 1089) en werd zijn minnares. Alan was een edelman uit Bretagne die deel had genomen aan de Normandische invasie van 1066. Hij werd een van de rijkste mannen van Engeland en had ook de persoonlijke goederen van Ealdgyth in bezit genomen. Dat was waarschijnlijk de basis van zijn belangstelling voor Gunhild (vanwege haar aanspraken op haar erfgoed, als enig kind dat nog in Engeland was). Na de dood van Alan werd ze minnares van zijn halfbroer Alan van Richmond;
- Ulf, als baby naar Normandië gebracht in 1066. Na de dood van Willem de Veroveraar door zijn zoon Robert Curthose vrijgelaten en geridderd.

De vertaling van haar bijnaam met Zwanenhals is foutief, maar komt wel veel voor. Zwanenhals zou in het oud-Engels "swann hnecca" zijn.

## Voetnoten
1. ↑   Haar eerste naam wordt gespeld als Ealdgyth,  Aldgyth, Eddeva en na haar dood op zijn Normandisch ook als Edith en soms ook als Ēadgȳð and Ēadgifu.